# Guiso (banda)
Guiso es una banda chilena de garage rock independiente, formada en 1999 por Alejandro Gómez (voz y guitarra), Álvaro Guerra (voz y guitarra), Bernardita Martínez (bajo) y Álvaro Gómez (batería).
Actualmente se encuentran bajo el sello chileno Algo Records, de su propia creación.

## Biografía
Iniciado en el verano de 1999 por Alejandro Gómez, conocido como Perrosky (voz y guitarra), su hermano Álvaro Gómez (batería) y Álvaro Guerra (guitarra), el grupo debutó en la capitalina Picá de don Chito, pero el auténtico impulso inicial llegó al fin de ese año, cuando Guiso recibió la primera mañana del siglo en un festival de año nuevo en la localidad nortina de Cochiguaz.
Sus escuelas tempranas habían sido el metal y el grunge de bandas estadounidenses como Nirvana o Mudhoney, pero con una diferencia a favor. Guiso partió como un trío afín a grupos más lanzados como The Cramps o Jon Spencer Blues Explosion: dos guitarras y una batería. Y el debut de la bajista Bernardita Martínez el 7 de julio de 2001 terminó de cuajar el repertorio que depurarían en vivo.
Guiso en vivo era una descarga de energía que prendía por igual en conciertos autogestionados, en las cárceles de Valparaíso, Buin y Puente Alto donde tocaron en 2002 y 2003, en el primer festival de rock independiente Pulso del capitalino Teatro Novedades en 2004 o en los escenarios sudamericanos que empezaron a visitar en ese mismo año. Pronto iniciaron también su discografía, con la canción "Sólo porque soy" para la banda sonora de la película Ángel negro (2000) y el clip "Grato" (2001), dirigido por Guerra, como primeros registros.
Una inicial y promisoria muestra de rock sin refinar está en Guiso (2001), grabación de prueba con siete canciones propias y una reinvención de "Beat on the brat", de los Ramones. Sintonizar el ruido (2002), el primer disco oficial, incluye "Debe ser mentira", "Sintonizar el ruido" y seis nuevas tomas del disco previo, en las que Guiso tiene la inventiva para inscribir "Manada" y "Calle" en atractivos compases irregulares mientras Perrosky exige "Quiero más" en "La muerte y el dinero", declara "Busco, vivo, historias para cantar" y acuña títulos como "Calle" y "Bar": si tiene que salir el sol aquí, "sale el sol, sale junto al bar".
El segundo disco es El sonido (2004), donde queda prensada una nueva y urgente generación de canciones ya fogueada en vivo como "El sonido", "Delay", "Go-go", el swing rockero de "Fe", la cadencia de "Dámelo", el pulso rápido de "Frío" y "Solución" y el final santanero de "Qué voy a hacer". Guiso también ha editado los singles Debe ser mentira (2002) y El sonido (2003), que incluye las canciones nuevas "Flojo" y "Rock and roll III (La reina)", y el EP 4 + 1 (2005). Un registro de su actuación en el recinto penal de Buin se oye además en el compilado Rock & rejas, sonidos desde la cárcel (2004).

## Discografía

### LP
- Sintonizar el ruido (2002)
- El Sonido (2004)
- Es difícil hacer cosas fáciles (2007)
- Guiso (2009)

### EP
- 4+1 (2005)

### Sencillos
- Debe Ser Mentira (2002)
- El Sonido (2003)